# Jean-René Huguenin
Pour les articles homonymes, voir Huguenin.
Jean-René Huguenin, né le 1er mars 1936 à Paris et mort accidentellement le 22 septembre 1962 dans l'Eure-et-Loir, est un écrivain français.

## Biographie

### Famille
Jean-René Huguenin naît le 1er mars 1936 à Paris. Son père, René Huguenin, est oncologue et professeur à la Faculté de médecine de Paris.
Sa sœur Jacqueline a été la 2e épouse de l'écrivain François-Régis Bastide.

### Carrière
Jean-René Huguenin débute en littérature, dès l'âge de vingt ans, par des articles dans les revues La Table ronde et Arts. Parallèlement, il prépare une licence de philosophie et le diplôme de Sciences Po, qu’il obtient en 1957. Alors qu'il se destinait initialement à l’ENA, dès 1958, il se consacre essentiellement à son œuvre littéraire. À partir de l'hiver 1958, et jusqu'à la signature d'un contrat d'édition en janvier 1960, il participe à la création de la revue trimestrielle Tel Quel avec deux de ses amis, Philippe Sollers et Jean-Edern Hallier, auxquels se joindra ensuite, entre autres, Renaud Matignon. Quelques mois plus tard, il quitte la revue en raison d'un désaccord sur la question du nouveau roman, qu'il n'affectionnait pas.
Sans appartenir à aucun courant, Jean René Huguenin est alors en lien avec les différents cercles littéraires. Il multiplie les collaborations avec divers organes de presse après le succès critique de son unique roman La Côte sauvage, paru en 1960, salué notamment par François Mauriac, Julien Gracq et Louis Aragon. Il est traduit dès l'année suivante aux États-Unis et, en 1963, en Grande-Bretagne, en deux versions différentes.
Parmi les thèmes qu'il aborde figurent la médiocrité qu'il décèle dans son époque, le refus de craindre la mort (tout en entretenant avec la souffrance des rapports complaisants), l'affirmation de ses sympathies gaullistes et la mise en avant d'un double tempérament, à la fois chrétien et nietzschéen.

### Mort
Le 22 septembre 1962, alors qu'il effectue son service militaire à l'Établissement cinématographique des armées, il se tue au volant de la Mercedes que lui avait prêtée Yves Merlin, sur la nationale 10, à la sortie d'une déviation entre Rambouillet et Ablis, son véhicule se déportant sur la gauche et allant heurter violemment celui se trouvant sur la voie en sens inverse. Il avait 26 ans. Il est inhumé au cimetière de Saint-Cloud.

### Postérité et hommages
Son œuvre, composée d'un roman, de son journal, de sa correspondance et d'articles de presse, est saluée en ces termes par François Mauriac : 

« Les thèmes que Jean-René orchestre avec parfois trop de complaisance et qui reviennent sans fin, nous les accueillons, maintenant qu’il n’est plus là. [...] Dans la lumière de sa mort, ces pages ont pris un aspect différent. » C’est l’œuvre d’un jeune homme « qui avait pris d’avance la mesure de sa dépouille. »

En 2005, sa sœur Jacqueline Huguenin  fait don de ses archives à la Bibliothèque nationale de France. Ces manuscrits permettent, plusieurs décennies après la mort de l'écrivain, l'édition d'un roman inachevé, Les Enfants de septembre,  dont la rédaction précède celle de La Côte sauvage.

## Œuvres
- La Côte sauvage, Ed. du Seuil, 1960. (nombreuses rééditions et éditions de poche)
- La Dernière Innocence, pièce radiophonique en trois actes, 1961 (inédit).
- Jean Witold (sous la direction), Richard Wagner, contribution, Paris, Hachette, 1962.
- Journal (1955-1962), préfacé par François Mauriac, P., Seuil, 1964.
- Une autre jeunesse, recueil d'articles parus dans des magazines, P., Seuil, 1965.
- Le Feu à sa vie, textes et correspondance inédits réunis par Michka Assayas, P., Seuil, 1987.
- Jean-René Huguenin, Au Signe de la Licorne, 1999, textes de Jean-René Huguenin, Dominique Pradelle, Didier Da Silva.
- La Côte Sauvage - Journal - Le Feu à sa vie - suivis de romans et textes inédits, Jean-René Huguenin, éd. établie par Olivier Wagner, préf. Michka Assayas, Paris, Bouquins, coll. "La Collection", 1199 p., 2022  (ISBN 978-2382921418)
- Les Enfants de septembre, Bouquins, 2023.